# Zánna Proniádou
Zánna Proniádou (grec moderne : Ζάννα Προνιάδου), née Žanna Valerievna Pronitcheva (russe : Жанна Валерьевна Проничева), est une joueuse de volley-ball grecque née le 13 décembre 1978 à Saratov.